# 더 라스트 런 (2004년 영화)
《더 라스트 런》(The Last Run)은 미국에서 제작된 조나단 시걸 감독의 2004년 코미디, 드라마 영화이다. 프레드 세비지 등이 주연으로 출연하였고 토드 M. 캠히 등이 제작에 참여하였다.

## 출연

### 주연
- 프레드 세비지
- 에이미 아담스

### 조연
- 스티븐 파스퀄
- 안드레아 보가트
- 에린 바틀렛
- 비토 루기니스
- 로버트 로마너스
- 레이 베이커
- 아만다 스위스튼
- 리사 아르투로
- 질리언 바흐
- 이나 배론
- 주디스 베네즈라
- 아트 보닐라
- 토드 M. 캠히
- 데보라 더치
- 애너 가두노
- 제니스 켄트
- 제이든 런드
- 올리버 맥레디
- 미내 노지
- 로버트 피터즈
- 에스테반 포웰
- 니콜 풀리암
- 스티븐 쿼드로스
- 미쉘 루벤
- 조나단 시걸
- 로버트 셔만
- 다니카 스튜어트
- 폴 웨슬리
- 타마라 토레스
- 트로이 드워트
- 제니퍼 프리먼
- 제시카 제임스
- 안젤라 사라피언

## 기타
- 공동제작: 로버트 벤자민
- 협력프로듀서: 아이라 S. 로젠스타인
- 미술: 존 드미오
- 미술효과: 페기 파올라
- 배역: 바바라 피오렌티노
- 배역: 레베카 맨기에리
- 배역: 켈리 오브라이언